# Babar – König der Elefanten
Babar – König der Elefanten  ist ein kanadisch-französisch-deutscher Zeichentrickfilm aus dem Jahr 1999. Er wurde von den Studios Nelvana Limited, Home Made Movie, TMO Loonland Film und The Clifford Ross Company unter der Regie von Raymond Jafelice realisiert. Die Premiere feierte der Film am 26. Februar 1999 in Kanada. Die Deutschlandpremiere war am 20. Mai 1999.
Der Film basiert auf den Kinderbüchern über den Elefantenkönig Babar von Jean und Laurent de Brunhoff.

## Handlung
Babar muss als Elefantenkind miterleben, wie seine Mutter von einem Großwildjäger erschossen wird. Er kann flüchten und irrt umher, bis er nach langer Wanderung in eine Stadt kommt. Hier trifft er auf Menschen und wird nach einigen Abenteuern von einer alten Dame aufgenommen. Sie kümmert sich fortan um Babar, kleidet ihn ein und zieht ihn wie ein Menschenkind auf. Sie lehrt Babar lesen, schreiben und rechnen und unterrichtet ihn in Musik. Babar wächst so zu einem modernen gesellschaftsfähigen Elefanten heran.
Als erwachsener Elefant trifft Babar auf seine Jugendliebe Celeste, die ihm in die Stadt gefolgt ist. Er kehrt mit ihr in den Dschungel zurück, wo er den Konflikt mit den Nashörnern unter König Rataxes befriedet und schließlich zum König der Elefanten gekrönt wird. Er heiratet Celeste und gründet mit ihr eine Elefantenstadt nach menschlichem Vorbild namens Celesteville.

## Kritiken
Das Lexikon des internationalen Films befand: „Die Zeichnungen sind exzellent. Getreu der Vorlage ist auch der Film betont altmodisch, aber unwiderstehlich in seinem zärtlichen Erzählrhythmus.“ Cinema ließ ein 6-jähriges Kind eine Kritik schreiben: „Der Film ist so schön wie die Bücher, aber mit Musik. […] Besonders das Ende ist toll, weil alle vom Glück singen. Am liebsten hätte ich den Film gleich noch mal gesehen.“ Das Fazit lautet: „Gut, wirklich gut!“

## Synchronisation
| Rolle           | Synchronsprecher        |
| --------------- | ----------------------- |
| kleiner Babar   | Rafael van Overstraaten |
| König Babar     | Rolf Becker             |
| kleine Celeste  | Annika Köhler           |
| Königin Celeste | Marietta Meade          |